# Aloe lucile-allorgeae
Aloe lucile-allorgeae är en grästrädsväxtart som beskrevs av Werner Rauh. Aloe lucile-allorgeae ingår i släktet Aloe och familjen grästrädsväxter.
Artens utbredningsområde är Madagaskar. Inga underarter finns listade i Catalogue of Life.